# Gay News
Gay News is een Nederlands tijdschrift voor homoseksuelen, dat sinds 1995 maandelijks verschijnt en verspreid wordt in Nederland en België. Verbonden met het tijdschrift zijn twee websites en de jaarlijks verschijnende Amsterdam Gay Map.

## Voorlopers
Gay News is de opvolger van Trash in the Streets, dat op 7 april 1993 voor het eerst verscheen. Dit was een gratis krantje op A3-formaat, bedoeld voor homotoeristen en daarom geheel in het Engels. Later kwamen er ook artikelen in het Nederlands. Inhoudelijk was Trash in the Streets voornamelijk gericht op het homo-uitgaansleven en dan speciaal op de leer-, rubber- en SM-scene. Oprichter was Tony DeRosa, die in San Francisco in de befaamde leerkroeg The Ambush had gewerkt en in 1987 homobar Spijker in de Amsterdamse Kerkstraat had overgenomen.
Na het overlijden van DeRosa in 1994 werd het blad begin 1995 voortgezet onder de naam Out on the Streets. Er kwamen meer artikelen in het Nederlands, waarbij naast het homo-uitgaansleven ook aids een steeds terugkerend onderwerp was. Het vijftigste en tevens laatste nummer bevatte een Engelstalig hoofdartikel over pater Van Kilsdonk.

## Gay News
Na nummer 50 van Out on the Streets werd het blad voortgezet onder de naam Gay News Amsterdam, dat onder nummer 51 voor het eerst verscheen op 24 oktober 1995. Voortaan waren alle artikelen zowel in het Nederlands als in het Engels. De ondertitel luidde sinds nummer 55: Monthly newspaper from the Netherlands / Maandkrant voor heel Nederland. In de redactie zaten onder meer Alexander M. Kröner en, sinds 1997, Hans Hafkamp, die tot op heden de hoofdredacteur is. Beiden waren eerder al betrokken geweest bij het homomaandblad GA, A Monthly Gay Magazine, dat van 1985 t/m 1989 verscheen.
Vanaf nummer 100 (december 1999) verviel de toevoeging Amsterdam uit de titel en verscheen Gay News niet meer in de vorm van een krantje, maar als een magazine met kleurencover. Het binnenwerk bleef nog wel op krantenpapier gedrukt, maar dat werd in 2003 ook in kleur en op normaal papier. Sinds nummer 250 (juni 2012) verschijnt het blad op zwaarder papier en met een cover in hoogglans. Tijdens de coronacrisis in Nederland verscheen het blad in mindere mate vanwege teruglopende advertentie-inkomsten. Sindsdien verschijnt Gay News niet meer maandelijks, maar elke twee maanden.
Inhoudelijk omvat het blad onder meer columns (bijvoorbeeld door Dolly Bellefleur, Rick van der Made en Rob Tielman), homogerelateerd nieuws, een uitgebreide uitgaansagenda, reportages van grote modeshows, reviews van pornofilms, maar ook serieuze artikelen over de Nederlandse en buitenlandse homogeschiedenis door specialisten als Theo van der Meer en Gert Hekma.
Gay News claimt het grootste gay blad van Nederland te zijn. Men kan er zich op abonneren, maar het is ook in de losse verkoop in de grotere tijdschriftenwinkels. Daarnaast wordt het blad verspreid in de homohoreca, waar het gratis te verkrijgen is.

## Websites
Naast het tijdschrift Gay News is er sinds 1995 ook een gelijknamige website, waarop veel van de artikelen online te lezen zijn. Daarmee verbonden is een aparte website voor het Amsterdamse homo-uitgaansleven, met onder andere achtergrondartikelen en actuele informatie over bars, clubs, feesten en hotels voor homoseksuelen. Deze laatste site heeft volgens eigen zeggen 2 miljard hits (niet te verwarren met page views) per jaar.

## Gay Map
De uitgever van Gay News geeft sinds 1995 ook de Amsterdam Gay Map uit, een plattegrond van Amsterdam waarop toeristen uit binnen- en buitenland de homo-uitgaansgelegenheden kunnen vinden. Deze wordt in een oplage van 100.000 exemplaren kosteloos verspreid in de homohoreca en bij enkele aanverwante locaties.